# Atitude
Atitude  designa em psicologia a disposição ligada ao juízo de determinados objetos da percepção ou da imaginação - ou seja, a tendência de uma pessoa de julgar tais objetos como bons ou maus, desejáveis ou indesejáveis. A atitude se diferencia da postura pelo maior grau de concretude dos objetos a que se refere - assim, o limite entre esses dois construtos não é claro. Como no caso das posturas, há grande dificuldade na busca de uma classificação abrangente de todas as atitudes possíveis, pois os objetos a que uma atitude se pode referir são muito heterogêneos e concretos.
Atitude foi objeto de estudo sobretudo da psicologia social e em suas subdisciplinas mais aplicadas: na psicologia política (ex. atitude em relação a determinados programas e partidos políticos), na psicologia da propaganda (atitudes em relação a produtos) e na psicologia da saúde (atitude com relação a comportamentos ligados à saúde - como fumar ou beber). A psicologia experimental dedicou-se sobretudo à pesquisa de um tipo especial de atitudes ligadas a grupos de pessoas: o preconceito.

## Definições

### Psicologia social
A atitude é uma avaliação de um objeto que pode variar do extremamente negativo ao extremamente positivo, mas também admite que as pessoas podem estar em conflito ou ambivalentes em relação ao significado de um objeto que elas podem em momentos diferentes expressar tanto atitude positiva quanto negativa para o mesmo objeto. Isto levou a uma discussão sobre se o indivíduo pode ter várias atitudes em relação ao mesmo objeto.
Uma atitude pode ser como uma avaliação positiva ou negativa de pessoas, objetos, eventos, atividades e ideais. Ela pode ser concreta, abstrata ou apenas sobre qualquer coisa em seu ambiente, mas há um debate sobre definições mais precisas. Eagly e Chai ken, por exemplo, definem uma atitude como "uma tendência psicológica que se expressa por meio da avaliação de uma entidade particular com algum grau de favor ou desfavor". Embora às vezes seja comum definir uma atitude como ações em direção a um objeto, a ação é geralmente entendida como sendo distinta da atitude e como uma medida de favorecimento. As atitudes podem influenciar a atenção para objetos de atitude, o uso de categorias para a codificação de informação e a interpretação, julgamento e gravação de informações relevantes sobre as atitudes. Estas influências tendem a ser mais poderosas para atitudes fortes, que são de fácil acesso e com base em uma estrutura elaborada de conhecimento. As atitudes podem orientar a atenção e codificação automaticamente, mesmo se o indivíduo estiver perseguindo outros objetivos.

### Definição de Jung
Atitude é uma das 57 definições de Jung no Capítulo XI do livro "Tipos Psicológicos". Jung define a atitude como uma "disponibilidade da psique para agir ou reagir de uma determinada maneira ". As atitudes muitas vezes vêm em pares, uma consciente e outra inconsciente. Dentro dessa definição ampla, Jung define várias atitudes.
As principais (mas não únicas) dualidades das atitudes que Jung define são as seguintes.
- As conscientes e as inconscientes. A "presença de duas atitudes é extremamente frequente, uma consciente e outra inconsciente. Isto significa que a consciência tem uma constelação de conteúdos diferentes daqueles do inconsciente, uma dualidade particularmente evidente na neurose".[6]
- Extroversão e introversão. Este par é tão fundamental para a teoria de tipos de Jung que ele chamou-lhes de "atitudes-tipos".
- Atitudes racionais e irracionais. "Eu concebo a razão como uma atitude".[6]
- A atitude racional subdivide-se nas funções psicológicas pensamento e sentimento, cada uma com sua atitude.
- A atitude irracional subdivide-se entre as funções psicológicas sensibilidade e intuição, cada uma com sua atitude. "Há, portanto, um pensamento típico, sentimentos, sensações e atitudes intuitivas".[6]
- Atitudes individuais e sociais. Muitos destes últimos são "ismos".

Além disso, Jung discute a atitude abstrata. "Quando eu tomar uma atitude abstrata ...". Abstração é contrastada com o criacionismo. "Criacionismo. Com isto quero dizer uma peculiaridade de pensar e sentir que é a antítese da abstração". Por exemplo: "Eu odeio a sua atitude de ser sarcástico".

## Formação de Atitudes
De acordo com Doob (1947), a maioria das atitudes que temos devem são aprendidas, não inatas. O estudo da formação de atitudes é o estudo de como as pessoas avaliam outras pessoas, lugares ou coisas. As teorias do condicionamento clássico, condicionamento operante/instrumental e de aprendizagem social explicariam a maneira na qual formamos atitudes. Ao contrário da personalidade, espera-se que as atitudes se modifiquem facilmente em função da experiência. 
Ademais, a frequência de exposição que uma pessoa tem em relação a determinado objeto pode ter um efeito na formação atitudinal daquela pessoa em relação àquele determinado objeto. Esse efeito é conhecido como "Efeito da Mera Exposição", e foi descoberto por Robert Zajonc. Zajonc demonstrou que havia mais chance de pessoas avaliarem determinado objeto atitudinal como positivo quando elas eram expostas a esse objeto frequentemente. A mera exposição repetitiva de um indivíduo a determinado estímulo é uma condição suficiente para o aumento positivo de sua atitude em direção àquele objeto. Tesser (1993), no entanto, argumentou que variáveis hereditárias podem ter efeito sobre as atitudes - mas acredita que apenas indiretamente. Estudos com gêmeos geralmente são utilizados para determinar se algum traço tem base genética ou algum tipo de hereditariedade. Teorias de consistência psicológica por exemplo implicam que devemos ter uma coerência interna e externa entre nossas crenças e valores. O exemplo mais famoso e divisor de águas desse tipo de teoria é a teoria da dissonância cognitiva, de Leon Festinger. A teoria explica que quando determinados componentes de uma atitude (tais como crenças e comportamento) estão em conflito um com o outro, o indivíduo ajusta um comportamento com uma crença, ou vice-versa, para diminuir a inquietude causada pela disparidade, como mudar um comportamento para justificar uma crença, ou mudar uma crença para justificar um comportamento.
Pode-se exemplificar mudanças de atitudes ou ambivalência atitudinal entre uma pessoa e um objeto atitudinal, um indivíduo pode sentir desejo de parar de fumar por que é cientificamente considerado prejudicial à saúde; para diminuir a tensão ele pode dar inúmeras justificativas para continuar fumando, dizendo: "Conheço uma pessoa que fumou a vida inteira e nunca morreu por isso"; ou "As pessoas exageram os efeitos do tabagismo"; ou até mesmo; "Hitler foi o primeiro antitabagista do mundo, logo essa coisa de que o cigarro faz mal é conspiração... índios vivem fumando tabaco e são saudáveis"; ou até mesmo dar justificativas amenizadoras como "Vou compensar o fumo caminhando a partir de amanhã". Todas essas justificativas ou mudanças de crenças serviram para diminuir a dissonância cognitiva e a tensão causada entre uma crença e outra (Fumar faz mal vs Fumar é bom), e um comportamento contrastante (Preciso fumar agora vs Fumar faz mal).
Outra teoria é a teoria do equilíbrio de Fritz Heider, e a teoria da auto-percepção, proposta originalmente por Daryl Bem.

## Mensuração de Atitudes
Muitas medidas e escalas são usadas para analisar as atitudes. Atitudes podem ser difíceis de medir pois mensurar é arbitrário, ou seja, as pessoas têm de dar às atitudes uma escala contra a qual medi-la, e atitudes são em última análise construções hipotéticas que não podem ser observadas diretamente.
Seguindo a dicotomia explícito-implícito, atitudes podem ser examinadas através de mensurações diretas e indiretas.
Se as atitudes são explícitas (isto é, tomadas deliberadamente) ou implícita (ou seja, inconscientes) tem sido um tema de considerável pesquisa. As pesquisas sobre atitudes implícitas usam métodos sofisticados que envolvem os tempos de resposta das pessoas a estímulos para mostrar que atitudes implícitas existem (talvez em conjunto com as atitudes explícitas do mesmo objeto). Atitudes implícitas e explícitas parecem afetar o comportamento das pessoas, embora de maneiras diferentes. Elas tendem a não ser fortemente associadas umas às outras, embora em alguns casos elas sejam. A relação entre atitudes implícitas e explícitas é mal compreendida.

### Atitudes Explícitas
Atitudes medidas como explícitas tendem a confiar em auto-relatos ou comportamentos facilmente observáveis. Estes comportamentos tendem a envolver escalas bipolares (por exemplo, bom-mau, favorável-desfavorável, concordância-oposição, etc.). Mensurações explícitas também podem ser realizadas medindo-se a atribuição direta de características para nomear grupos. Atitudes explícitas que ocorrem em resposta a informações recentes, avaliações automáticas que foram pensadas para refletir associações mentais formadas através das primeiras experiências de socialização. Uma vez formadas, estas associações são altamente robustas e resistentes a alterações, bem como estáveis ao longo do tempo e do contexto. Por isso, o impacto das influências contextuais foi assumida como o que ofusca a "verdadeira" e duradoura disposição avaliativa de uma pessoa, bem como limita a capacidade de prever o comportamento subsequente. Escalas Likert e outros auto-relatos também são comumente usados.

### Atitudes Implícitas
Atitudes medidas como implícitas não são tomadas conscientemente e assume-se que são automáticas, o que pode fazer atitudes medidas como implícitas mais válidas e confiáveis do que as medidas como explícitas (tais como auto-relatos). Por exemplo, as pessoas podem ser motivadas de tal forma que elas achem que é socialmente desejável ter certas atitudes. Um exemplo disso é que as pessoas podem realizar atitudes implícitas preconceituosas, mas expressar atitudes explícitas que apresentam pouco preconceito. Levar em conta as atitudes implícitas ajuda nestas situações e olhar para as atitudes que uma pessoa pode não estar ciente ou mostrando deliberadamente. Medidas implícitas portanto geralmente contam com uma medição indireta da atitude. Por exemplo, o Teste de Associação Implícita (TAI) examina a força entre o conceito de destino e um atributo elementar, considerando a latência em que uma pessoa pode examinar duas opções de resposta quando cada uma tem dois significados. Com pouco tempo para examinar cuidadosamente o que o participante está fazendo elas respondem de acordo com opções internas. Esta atividade pode mostrar atitudes que a pessoa tem sobre um determinado objeto. As pessoas muitas vezes não querem dar respostas tidas como socialmente indesejáveis e, portanto, tendem a relatar o que pensam de suas atitudes de formas melhores do que o que elas sabem que realmente são. Mais complicado ainda, as pessoas podem até não estar conscientes de que possuem atitudes preconceituosas. Ao longo das últimas décadas, os cientistas desenvolveram novas medidas para identificar esses preconceitos inconscientes.

## Mudança de Atitude
As atitudes podem ser mudadas através da persuasão e grande parte das pesquisas sobre mudanças de atitude avaliam a relação entre atitude e comunicação interpessoal. Entende-se que os indivíduos não se expõem aos meios de comunicação interpessoal e de massa em um estado de nudez psicológica, pois são revestidos e protegidos por predisposições existentes (atitudes). As pesquisas experimentais indicam que os fatores causadores da mudança de atitude incluem:
- Característica do alvo: essas características se referem ao indivíduo que recebe e processa a mensagem emitida. Um desses traços é a inteligência, o indicado é que pessoas mais inteligentes são menos facilmente flexíveis à tentativas unilaterais de persuasão. Outro traço estudado é a auto-estima. Apesar de haver evidências de que pessoas com auto-estima mais elevada são mais difíceis de persuadir, algumas evidências demonstram que a relação entre auto-estima e susceptibilidade à persuasão é na verdade curvilinear, ou seja, pessoas com auto-estima moderada, que estariam no meio termo entre baixa e alta auto-estima seriam mais facilmente influenciadas por tentativas de persuasão (Rhodes & Woods, 1992). O estado de espírito da pessoa também deve ser levada em consideração nesse processo, que faz o alvo oscilar entre suscetibilidade à mudança de atitude ou imunidade à mesma.
- Características do agente ou fonte: As principais características relevantes da fonte são competência da fonte de informação, experiência do emissor, confiabilidade da pessoa, e principalmente atração interpessoal. A credibilidade de uma mensagem percebida é uma variável indispensável; se alguém lê um informe relacionado à saúde e acredita que essa notícia veio de uma revista médica-científica profissional, como por exemplo efeitos maléficos do consumo diário de café, tendência dela a ser persuadida é maior do que se ela acreditar que esse parecer veio de uma fonte comum como um jornal popular. Alguns psicólogos discutem se esse é um efeito de longo prazo Hovland and Weiss (1951) e afirmaram que o efeito de falar para alguém que tal informação veio de uma fonte confiável desaparecia depois de algumas semanas, chamado de efeito latente (em inglês: sleeper effect), em que a mensagem persuasiva não tem efeito algum no momento imediato em que é transmitida, mas, com o passar do tempo, o argumento rejeitado passa a ser aceito, mesmo que seja um anúncio de televisão.

1. Características da mensagem: A natureza da mensagem tem um papel no processo de persuasão. As vezes, apresentar os dois lados da história pode ser útil para causar uma mudança de atitude. Quando as pessoas não estão motivadas a processar à mensagem, simplesmente a quantidade de argumentos apresentada defendendo um determinado ponto vai ser levado em conta, de tal forma que quanto mais argumentos uma mensagem persuasiva tiver, maior a chance de efetividade da persuasão. E

- Rotas cognitivas: Uma mensagem que apela aos recursos cognitivos de um indivíduo através da razoabilidade dos argumentos pode ser efetiva. Numa abordagem persuasiva direta dados são apresentados à pessoa para que ela chegue a determinada conclusão que cause uma mudança de atitude. Numa abordagem persuasiva indireta, incentiva-se à pessoa a levar em conta a fonte em vez de o conteúdo. Esse segundo tipo de abordagem é frequentemente visto em comerciais com a presença de celebridades, associando-as ao uso do produto enaltecendo a marca, utilizando-se também de médicos, profissionais de saúde, experts, etc.

### Emoção e mudança atitudinal
A emoção é um componente comum na persuasão, influência social e mudança de atitudes. Boa parte das pesquisas sobre atitudes enfatizaram a importância dos componentes emocionais e afeccionais, as emoções e os processos cognitivos (o modo como pensamos sobre algum assunto ou situação) andam de mãos dadas. O apelo às emoções é constantemente visto em propagandas comerciais, campanhas de saúde e campanhas políticas. Nos tempos recentes, podemos observar esse conteúdo fortemente emocionalmente apelativo em campanhas anti-tabagistas que mostram os efeitos drásticos do consumo de cigarros, campanhas de doação de sangue apelando à nossa solidariedade exibindo um símbolo do coração, ou até mesmo campanhas gráficas mostrando as implicações da componentes afetivos, cognitivos e volitivos de uma pessoa. As atitudes fazem parte das redes associativas neurais, as estruturas interconectadas de forma tão intrincada na memória de longo-prazo como numa rede de pesca cheia de nós afetivos e cognitivos.
Ao articular e afetar uma dessas estruturas afetivas ou emotivas entrelaçadas, uma mudança de atitude é possível. Apesar dos nós cognitivos e emotivos serem interligados, em redes primariamente afetivas, é mais dificultoso produzir contra-argumentos cognitivos ao manipular essas estruturas para reduzir a influência persuasiva e a mudança de atitude desejada.
A predição afetiva (em inglês: affective forecasting) também conhecida como intuição ou a predição de emoções, também pode gerar uma mudança atitudinal. Pesquisadores sugerem que a predição de emoções é um fator importante no processo decisório por que os processos cognitivos são sobrepujados sob domínio de fortes emoções. O modo como nos sentimos sobre determinado resultado pode afetar nossas razões puramente cognitivas.
O desafio para pesquisadores em termos de metodologia está justamente em medir de forma escrupulosa e acurada das emoções e seus impactos subsequentes sobre as nossas preferências atitudinais. Dado o fato de que não podemos observar diretamente as emoções dentro do cérebro enquanto acontecem, diversas ferramentas de medição foram designadas para obter dados sobre as nossas emoções e atitudes. As medições podem variar entre análise de expressão facial, corporal, tonalidade vocal, entre outras medidas. Por exemplo, o medo está associados com sobrancelhas levantadas, aumento de batimentos cardíacos e contração muscular (Dillard, 1994)
Milhares de atitudes podem ser observadas em uma pessoa em um estado normal de convivência. Contudo, são focalizadas três tipos que relacionam em diversos aspectos com seu ambiente de trabalho. Três tipos de atitudes devem ser consideradas: satisfação com o trabalho, envolvimento com o trabalho e comprometimento organizacional.

### Satisfação com o trabalho
De maneira geral, esse termo refere-se às atitudes predominantemente afetivas da pessoa em relação ao seu ambiente de trabalho, abrangendo elementos como: relações com colegas, chefias e natureza da tarefa. Dessa forma, dependendo da avaliação afetiva do trabalhador, frente às características do trabalho, maior ou menor será sua satisfação, a qual pode variar desde um alto nível de satisfação, quando a pessoa apresenta atitudes positivas, até um baixo nível de satisfação quando a o sujeito percebe o trabalho de forma predominantemente negativa e, consequentemente, insatisfatória.

### Envolvimento com o trabalho
O envolvimento com o trabalho pode ser definido como a auto avaliação do trabalhador em relação ao quanto o seu desempenho no trabalho influencia sua auto-estima. Por esse motivo, compreender o envolvimento no trabalho é de suma importância para o desenvolvimento da organização. Quanto maior o envolvimento do trabalhador com a empresa, teoricamente maior será sua identificação com os valores e os objetivos da empresa.

### Comprometimento Organizacional
Pode ser definido como o nível de identificação do trabalhador com sua empresa e seus objetivos assim mantendo-se nela. Pode haver uma relação entre o comprometimento organizacional e a produtividade do trabalhador. Um trabalhador pode considerar suas tarefas pouco satisfatorias, contudo, pode ainda assim manter uma boa relação com a empresa, considerando a situação como temporária. Quando a situação deixa de ser temporária do ponto de vista do trabalhador, a imagem da empresa começa a ser denegrida e sobe o risco de que as pessoas se demitam.

## Teoria da dissonância cognitiva
Esta teoria tem como objetivo explicar a relação entre as atitudes e os comportamentos em uma organização. A dissonância refere-se a incompatibilidade que o indivíduo percebe entre duas ou mais atitudes ou seu comportamento. Leon Festinger, no fim da década de 1950 afirmava que qualquer tipo de dissonância representa uma inconsistência, ou seja, um desconforto que as pessoas buscam ao máximo minimizar, buscando a estabilidade.
É impossível a pessoa evitar por completo a dissonância. Mesmo em situações que a pessoa sabe que não está sendo correta, insiste em fazê-lo, acreditando assim não haver grandes implicações.
Um exemplo de baixo nível de dissonância pode ser observado quando uma pessoa arredonda os números para baixo ao trapacear na sua declaração de renda. O indivíduo não sente tanto desconforto ao agir dessa maneira.
Pessoas demonstram um baixo nível de dissonância em situações onde são ordenadas por superiores. Esse sentimento de não ter escolha influi no seu modo de agir, mostrando-se menos receptivos a mudanças.
Pode ser reduzida a dissonância também por recompensas que influenciam o grau de motivação das pessoas. Mesmo com alto nível de dissonância, as pessoas tendem a reduzir a tensão inerente a situação por estarem motivadas por um objetivo externo.

## Atitudes na psicologia da personalidade
Do ponto de vista da psicologia da personalidade, em sua busca por tendências estáveis de comportamento, é interessante perguntar qual relação há entre atitude e comportamento real.
O início da pesquisa sobre as atitudes foi marcada pela ideia de que atitudes são formadas por juízos quase-conscientes de determinadas características dos objetos e por isso podem ser medidas através de questionários ou mesmo de simples perguntas. Em um estudo de 1934, LaPiere escreveu cartas para 250 hoteis e restaurantes dos Estados Unidos perguntando se esses estabelecimentos atendiam clientes de origem chinesa. Naquela época reinava nos EUA um grande preconceito contra os chineses e 92% responderam que não atendiam chineses. No entanto LaPiere havia ido a todos esses restaurantes e hoteis seis meses antes acompanhado de um casal de chineses e fora sempre atendido - os proprietários se deixaram obviamente influenciar por outros fatores que apenas seu preconceito. A pesquisa posterior confirmou a baixa correlação entre atitude e comportamento direto. Wicker (1969) procurou explicar esse fenômeno afirmando que as características individuais de comportamento seriam específicas a determinadas situações e não poderiam ser previstas por meio de atitudes genéricas.
O que os primeiros pesquisadores deixaram de observar, no entanto, foi o princípio de agregação: as pesquisas foram realizadas em apenas uma situação. Fishbein e Ajzen (1974) mostraram que a atitude de indivíduos com relação à religião tinha uma baixa correlação com o comportamento real quando se media apenas um tipo de comportamento (ex. ir à igreja no natal), mas essa correlação subia quando se perguntava por diferentes formas de comportamento (rezar, ir à igreja, pagar o dízimo, etc.). O que Fishbein e Ajzen observaram com relação ao comportamento descrito pelas próprias pessoas, mostraram Weigel e Newman (1976) com relação ao comportamento observado. Esses dois autores pesquisaram atitude e comportamento com relação à ecologia - ou seja se pessoas com uma atitude positiva em relação à consciência ecológia também agiam mais de acordo com essa atitude (participar de abaixo assinados contra energia nuclear, fazer coleta seletiva de lixo, etc.). Aqui o comportamento foi observado e não perguntado - e também aqui se repetiu a situação: se se tomava apenas um ou poucos comportamentos a correlação atitude-comportamento era baixa; se se tomavam muitas formas, era alta. Assim, uma atitude positiva com relação a determinado valor (ex. ecologia) não é capaz de predizer se uma pessoa em determinada situação vai agir de uma maneira correspondente a essa atitude (ex. separar o lixo mesmo no camping), mas prediz que a pessoa, de maneira geral, se comporta mais ecologicamente consciente do que uma pessoa com uma atitude neutra ou negativa a esse valor.